# Aegukka
Chosonminjujuuiinminkonghwaguk Gukka (zu Deutsch: Nationalhymne der Demokratischen Volksrepublik Korea; ehemals bekannt als Aegukka) ist die Nationalhymne Nordkoreas. Bis 1947 hatte Nordkorea dieselbe Nationalhymne wie Südkorea (siehe Aegukka), bevor es die heutige, neu komponierte Hymne annahm. Jene wurde in beiden Staaten zur Melodie des berühmten schottischen Volksliedes Auld Lang Syne gesungen, da das Lied, vor allem während der japanischen Besatzungszeit, während welcher es verboten wurde, den koreanischen Unabhängigkeitsdrang zum Ausdruck brachte.
Text von Pak Seyŏng (1902–1989)

Melodie von Kim Won-gyun (1917–2002)
1. 아침은 빛나라 이 강산
은금에 자원도 가득한
이 세상* 아름다운 내 조국
반만년** 오랜 력사에
찬란한 문화로 자라난
슬기론 인민의 이 영광
몸과 맘 다 바쳐 이 조선
길이 받드세
2. 백두산기상을 다 안고
근로의 정신은 깃들어
진리로 뭉쳐진 억센 뜻
온 세계 앞서 나가리
솟는 힘 노도도 내밀어
인민의 뜻으로 선 나라
한없이 부강하는 이 조선
길이 빛내세

## Lateinische Umschrift nach revidierter Romanisierung
1. Strophe
Achimeun Binnara I Gangsan
Eungeume Jawondo Gadeukhan
Samcheolli Areumdaun Nae Joguk
Banmannyeon Oraen Ryeoksae
Challanhan Munhwaro Jaranan
Seulgiron Inminui I Yeonggwang
Momgwa Mam Da Bachyeo I Joseon
Giri Baddeuse
2. Strophe
Baekdusan Gisangeul Da Ango
Geulloui Jeongsineun Gitdeureo
Jilliro Mungchyeo Jin Eoksen Ddeut
On Segye Apseo Nagari
Sonneun Him Nododo Naemireo
Inminui Ddeuseuro Seon Nara
Haneobsi Buganghaneun I Joseon
Giri Binnaese
Sonneun Him Nododo Naemireo
Inminui Ddeuseuro Seon Nara
Haneobsi Buganghaneun I Joseon
Giri Binnaese

## Deutsche Übersetzung
1. Lass die Morgensonne über das Gold und Silber dieses Landes scheinen,
Mein weltschönstes Vaterland gefüllt mit langer Geschichte.
Das Verdienst eines klugen Volkes
Brachte eine großartige Kultur hervor.
Lasst uns mit Körper und Geist hingeben,
Um dieses Korea für ewig zu unterstützen.
2. Die Unternehmung wird, gebunden an die Wahrheit,
Ein Nest für den Arbeitsgeist sein,
Der die Stimmung des Paektusan umfasst,
Und in alle Welt hinausgeht.
Das Land wurde mit dem Willen der Menschen gegründet,
Um mit sich erhebender Kraft gegen die Wellen anzukämpfen.
Lasst uns ewig dieses Korea preisen,
Unbegrenzt reich und stark.

* 3000 koreanische (r)i (里) ≈ 1180 km; als ungefähre Entfernung zwischen dem Tumenknie im äußersten Norden Koreas und der Südküste Jejudos im äußersten Süden ist eine literarische Bezeichnung für ganz Korea.
** Zur volkstümlichen Datierung der „Gründung Koreas“ ins dritte vorchristliche Jahrtausend siehe den Artikel Go-Joseon.